# Абдулає Діабі
Абдулає Діабі (фр. Abdoulaye Diaby, нар. 4 липня 2000, Бамако) — малійський футболіст, захисник швейцарського клубу «Санкт-Галлен» та національної збірної Малі. Відомий за виступами в низці європейських клубів.

## Клубна кар'єра
Абдулає Діабі народився 2000 року в місті Бамако. Розпочав займатися футболом в юнацькій команді клубу «Джоліба», виступав також у її основному складі, пізніше продовжив заняття в юнацькій команді бельгійського клубу «Антверпен». У 2019—2020 роках Діабі грав у складі бельгійського клубу «Локерен». У 2020 році футболіст став гравцем іншого бельгійського клубу «Антверпен», в якому гравцем основного складу не став, і в 2021 році перейшов до угорського клубу «Уйпешт». У складі угорської команди малійський захисник грав до 2023 року, та зумів стати одним із гравців основного складу команди.
З 2023 року Абдулає Діабі грає у складі швейцарського клубу «Санкт-Галлен». Станом на 17 лютого 2025 року відіграв за команду 38 матчів в національному чемпіонаті.

## Виступи за збірні
У 2017 році Абдулає Діабі дебютував у складі юнацької збірної Малі, загалом на юнацькому рівні взяв участь у 9 іграх.
У 2019 році Діабі грав у складі молодіжної збірної Малі. У складі молодіжної збірної в цьому році став чемпіоном Африки, та в цому ж році брав участь у молодіжному чемпіонаті світу в Польщі.
У 2024 році Абдулає Діабі дебютував у складі національної збірної Малі. Станом на лютий 2025 року зіграв у складі національної збірної 5 матчів, у яких забитими голами не відзначився.